# Strassenbahn Luzern
| Triebwagen 23 in der Alpenstrasse (1943) |                       |                                                                |                                              |
| Streckenlänge: | circa 11 km           |                                                                |                                              |
| Spurweite: | 1000 mm (Meterspur)   |                                                                |                                              |
| Stromsystem: | 600 Volt =            |                                                                |                                              |
| |                       |                                                                |                                              |
| Betreiber: | Trambahn Luzern (TrL) |                                                                |                                              |
| Eröffnung: | 1899                  |                                                                |                                              |
| Stilllegung: | 1961                  |                                                                |                                              |
| Linien: | zwei                  |                                                                |                                              |
| \| \| \| Hinweis: es sind nur ausgewählte Zwischenstationen dargestellt \| \| \| \| \| \| \| \| \| \| Halde (heute: Dietschiberg) \| \| \| \| \| Anschluss zur Dietschibergbahn \| \| \| \| \| Maihof \| \| \| \| \| \| \| \| \| \| Luzernerhof \| \| \| \| \| Reuss \| \| \| \| \| Bahnhof \| \| \| \| \| Theater \| \| \| \| \| Kantonalbank \| \| \| \| \| Pilatusplatz \| \| \| \| \| Hirzenhof \| \| \| \| \| Kasernenplatz \| \| \| \| \| Kreuzstutz \| \| \| \| \| Fluhmühle \| \| \| \| \| Emmenbrücke Central \| \| \| \| \| Obergrund Bireggstrasse (heute: Paulusplatz) \| \| \| \| \| Kupferhammer \| \| \| \| \| Kriens Dorf (heute: Kriens Busschleife) \| \| \| \| \| Sonnenbergbahn \| \| |                       |                                                                |                                              |
| |                       | Hinweis: es sind nur ausgewählte Zwischenstationen dargestellt |                                              |
| |                       |                                                                |                                              |
| U-Bahn-Kopfbahnhof Streckenanfang (Strecke außer Betrieb) |                       | Halde (heute: Dietschiberg)                                    | Halde (heute: Dietschiberg)                  |
| U-Bahn-Strecke (außer Betrieb) |                       | Anschluss zur Dietschibergbahn                                 | Anschluss zur Dietschibergbahn               |
| U-Bahn-Kopfbahnhof Streckenanfang (Strecke außer Betrieb) · U-Bahn-Strecke (außer Betrieb) |                       | Maihof                                                         | Maihof                                       |
| U-Bahn-Strecke nach links (außer Betrieb) · U-Bahn-Abzweig geradeaus und von rechts (Strecke außer Betrieb) |                       |                                                                |                                              |
| U-Bahn-Haltepunkt / Haltestelle (Strecke außer Betrieb) |                       | Luzernerhof                                                    | Luzernerhof                                  |
| U-Bahn-Brücke über Wasserlauf (Strecke außer Betrieb) |                       | Reuss                                                          | Reuss                                        |
| U-Bahn-Bahnhof (Strecke außer Betrieb) |                       | Bahnhof                                                        | Bahnhof                                      |
| U-Bahn-Strecke von links (außer Betrieb) · U-Bahn-Haltepunkt / Haltestelle quer (Strecke außer Betrieb) · U-Bahn-Abzweig geradeaus und nach rechts (Strecke außer Betrieb) |                       | Theater                                                        | Theater                                      |
| U-Bahn-Strecke (außer Betrieb) · U-Bahn-Haltepunkt / Haltestelle (Strecke außer Betrieb) |                       | Kantonalbank                                                   | Kantonalbank                                 |
| U-Bahn-Strecke (außer Betrieb) · U-Bahn-Haltepunkt / Haltestelle (Strecke außer Betrieb) |                       | Pilatusplatz                                                   | Pilatusplatz                                 |
| U-Bahn-Abzweig geradeaus und von links (Strecke außer Betrieb) · U-Bahn-Haltepunkt / Haltestelle quer (Strecke außer Betrieb) · U-Bahn-Abzweig geradeaus, nach rechts und von rechts (Strecke außer Betrieb) |                       | Hirzenhof                                                      | Hirzenhof                                    |
| U-Bahn-Haltepunkt / Haltestelle (Strecke außer Betrieb) · U-Bahn-Strecke (außer Betrieb) |                       | Kasernenplatz                                                  | Kasernenplatz                                |
| U-Bahn-Haltepunkt / Haltestelle (Strecke außer Betrieb) · U-Bahn-Strecke (außer Betrieb) |                       | Kreuzstutz                                                     | Kreuzstutz                                   |
| U-Bahn-Haltepunkt / Haltestelle (Strecke außer Betrieb) · U-Bahn-Strecke (außer Betrieb) |                       | Fluhmühle                                                      | Fluhmühle                                    |
| U-Bahn-Kopfbahnhof Streckenende (Strecke außer Betrieb) · U-Bahn-Strecke (außer Betrieb) |                       | Emmenbrücke Central                                            | Emmenbrücke Central                          |
| U-Bahn-Haltepunkt / Haltestelle (Strecke außer Betrieb) |                       | Obergrund Bireggstrasse (heute: Paulusplatz)                   | Obergrund Bireggstrasse (heute: Paulusplatz) |
| U-Bahn-Haltepunkt / Haltestelle (Strecke außer Betrieb) |                       | Kupferhammer                                                   | Kupferhammer                                 |
| U-Bahn-Haltepunkt / Haltestelle (Strecke außer Betrieb) |                       | Kriens Dorf (heute: Kriens Busschleife)                        | Kriens Dorf (heute: Kriens Busschleife)      |
| U-Bahn-Kopfbahnhof Streckenende (Strecke außer Betrieb) |                       | Sonnenbergbahn                                                 | Sonnenbergbahn                               |

Die Strassenbahn Luzern, lokal meist Trambahn oder kurz Tram genannt, war in den ersten sechs Dekaden des 20. Jahrhunderts der wichtigste Träger des öffentlichen Nahverkehrs in Luzern und dessen Umland. Sie wurde 1899 eröffnet und bestand bis 1961. Betrieben wurde sie von der Trambahn Luzern (TrL), den heutigen Verkehrsbetrieben Luzern (VBL). Im Gegensatz zu anderen Städten erfolgte der Strassenbahnbetrieb von Beginn an elektrisch und nicht durch Pferde. Später wurde er durch den 1941 eröffneten Trolleybus Luzern ersetzt.

## Geschichte

### Vorgeschichte
Den ersten Vorstoss für ein Tram in der Stadt Luzern machte 1886 der Obwaldner Eisenbahnpionier Franz Josef Bucher. Einen zweiten Anlauf wagte er 1893. Beide Male scheiterte er jedoch am Widerstand der Tourismusbranche, die eine Beeinträchtigung des Stadtbildes durch die Oberleitungen befürchtete. Der Durchbruch gelang erst einige Jahre später, diesmal war es ein Projekt der Stadt Luzern mit Unterstützung der Quartiervereine und der «Gesellschaft Handel und Industrie». Das Konzessionsgesuch wurde am 25. September 1897 bei der Bundeseisenbahnverwaltung in Bern eingereicht.

### Eröffnung und Streckenverlängerungen
Am 8. Dezember 1899 wurden die beiden Linien Halde–Obergrund Bireggstrasse und Maihof–Kreuzstutz, welche ausschliesslich Gemeindestrassen auf Gebiet der Stadt Luzern nutzten, feierlich eröffnet.
Am 2. September 1900 folgte die Verlängerung nach Kriens, dazu musste die ehemalige Kriens-Luzern-Bahn (KLB) teilweise umgespurt und zwischen Kupferhammer und Kriens ein Dreischienengleis errichtet werden. Weiterhin wurde bereits vor der Eröffnung des Luzerner Tramnetzes eine Konzessionsanpassung beantragt, welche der TrL die Personenbeförderung auf der Linie nach Kriens erlaubte. Ab dem 1. Mai 1902 fuhren auch Tramwagen von Kriens Post weiter bis zur Talstation der Sonnenbergbahn.
Ab Ende Juni 1901 erreichte das Tram das Gebiet Fluhmühle, nach dem die Querung der Jura-Simplon-Bahn genehmigt und umgesetzt war, erfolgte 1902 die Verlängerung bis Reussbühl, und ab dem 1. Mai 1903 verkehrte das Tram an den Bahnhof Emmenbrücke.
Ab dem 9. Mai 1913 verkehrten die Trams dann bis Gerliswilstrasse (Central) statt nach Emmenbrücke Bahnhof, womit die längste Ausdehnung des Tramnetzes erreicht war.
Anlässlich einer Überschwemmung verkehrte im Jahre 1910 ein provisorisches Rösslitram mit den Anhängern 50 und 51 über den Schweizerhofquai.

### Nicht ausgeführte Erweiterungen
Auch weitere Nachbargemeinden Luzerns hatten ein Interesse, an das Tramnetz angeschlossen zu werden. Eine bereits 1900 geforderte Verbindung nach Horw scheiterte an der Anbindung an die Brünigbahn sowie der niveaugleichen Querung des Vierschienengleises der Brünig- und Kriens-Luzern-Bahn auf der Howerstrasse. Die Gemeinde Meggen stellte 1919 einen vergleichbaren Antrag, wobei die Erstellung der Infrastruktur ab der Gemeindegrenze durch Meggen erfolgt wäre.
Ebenfalls 1919 reichten zwei Luzerner Architekten ein Konzessionsgesuch für eine Nebenbahn zwischen der Luzerner Altstadt und Ebikon ein, nach negativen Reaktionen der Behörden wurde dieses Gesuch zurückgezogen. Allerdings beantragte der Gemeinderat von Ebikon bereits 1923, eine Verlängerung von rund 350 m bis zur Verzweigung Roseneck zu prüfen. Aus Kostengründen wurde diese Verlängerung, die voraussichtlich kaum Mehreinnahmen generiert hätte, verworfen.
Ab 1922 erreichten die Direktion der TrL zudem Anträge, eine Verlängerung der Linie von Emmenbrücke nach Sprengi zu prüfen. Auf Grund der Steigung des entsprechenden Abschnitts wären technische Massnahmen notwendig gewesen, weiterhin wären durch die Benutzung der Kantonsstrasse Nutzungsgebühren angefallen. Nachdem sich die im Bereich Gerliswil ansässige Firma Viscose als Hauptverursacher des Verkehrs gegen die Verlängerung ausgesprochen hatte, wurde das Projekt verworfen.

### Netzrestrukturierung Ende der 1920er-Jahre
In den Jahren 1921 und 1922 war eine deutliche Verschlechterung des Betriebsergebnisses der TrL festzustellen. Deshalb beschloss der Stadtrat Ende Januar 1923, die Lage des Trambetriebs genau zu untersuchen.   Das daraufhin gefertigte Gutachten empfahl den Ausbau der Linie Luzern Bahnhof–Emmenbrücke auf durchgehende Doppelspur und die Verlegung der Linienführung über den Pilatusplatz. Weiterhin wurde empfohlen, den Abschnitt Kriens Post–Schachenstrasse doppelspurig auszubauen und sowohl am Bahnhof Luzern als auch in Luzern Wendeschleifen zu erstellen
Die Linie nach Emmenbrücke wurde ab 1927 über eine zweigleisige Neubaustrecke Pilatusplatz–Kasernenplatz via Pilatusstrasse und Hirschengraben geführt. Zuvor führte sie entlang der Reuss am Theater vorbei und danach durch die schmale Bahnhofstrasse und die Pfistergasse. Der vordere Abschnitt dieses Gleises blieb bis in die 1950er-Jahre für Extrafahrten nach Vorstellungen im Stadttheater in Betrieb. Weiterhin wurde 1929 die Überführung Fluhmühle über die Bahnstrecke Bern–Luzern eröffnet, wodurch der bis dahin existierende Niveauübergang aufgehoben werden konnte.
Im Stadtbauplan von 1928 wurde zum ersten Mal vermerkt, dass für das Tramnetz keine weiteren Ausbauten vorzusehen sind und dass sich für die Haldenstrasse ein Autobusbetrieb empfiehlt. Im Rahmen der Sanierung der Haldenstrasse zeichnete sich im Verlauf des Jahres 1929 ab, dass die Gleise entfernt werden sollen. Anfang 1930 wurde der Streckenabschnitt Luzernerhof–Halde, wo an der Endstation Übergang zur Dietschibergbahn bestand, schliesslich in zwei Etappen stillgelegt und auf Autobusbetrieb umgestellt.

### Kapazitätserweiterungen der 1940er-Jahre
Während des Zweiten Weltkriegs stellte sich sowohl ein Personal- als auch ein Fahrzeugmangel ein. Ersterer wurde dadurch behoben, dass Ehefrauen von Angestellten als Billeteurinnen angelernt wurden und Pensionierte wieder Fahrdienst leisteten. Der Fahrzeugmangel wurde dadurch behoben, dass man ab 1942 zuerst gebrauchte Fahrzeuge aus Winterthur und Basel ankaufte, ab 1943 mietete man zusätzlich Fahrzeuge von der Strassenbahn Zürich, welche 1950 gekauft wurden. Zwischen 1945 und 1950 wurden weitere Motorwagen aus Schaffhausen angemietet.
Nach Ende des Krieges gelangte das Strassenbahnnetz schnell an seine Kapazitätsgrenze, weshalb der Stadtrat verschiedene Massnahmen prüfte. Neben der Beförderungskapazität wurden auch Aspekte des Verkehrsflusses geprüft, wobei aber auf Grund des Gummimangels zeitnah die Umstellung auf Trolleybusbetrieb ausgeschlossen wurde. Stattdessen wurde die Beschaffung von Grossraumtramwagen, die Erstellung von Wendeschleifen im Maihof und in Kriens, der Doppelspurausbau auf der Maihofstrasse und der Bau einer neuen Wagenhalle für das Depot vorgesehen.
1947 konnten die zehn modernen Schweizer Standardwagen sowie die Gleiserweiterungen in Betrieb genommen werden, die Wagenhalle an der Eschenstrasse wurde 1948 eröffnet. Es sollten die letzten Erweiterungen des Luzerner Tramnetzes sein.
Mit Inbetriebnahme der neuen Grossraumtramwagen wurde Ende der 1940er-Jahre auch die Liniennummerierung auf dem Tramnetz eingeführt. Bis dahin zeigten die Wagen nur das Fahrtziel an.

### Umstellung auf Trolleybusbetrieb
Bereits 1931 gab es erste Überlegungen, das Tramnetz teilweise oder vollständig auf Autobus umzustellen. Die Direktion der VBL sowie in Auftrag gegebene Gutachten kamen aber bis in die 1940er-Jahre zum Schluss, dass der Trambetrieb die sinnvollste und wirtschaftlichste Lösung sei. Mit einem Wechsel in der Leitung der VBL änderte dies ab 1949 aber deutlich. Fortan befasste man sich mit der Umstellung des Trambetriebs.
Im März 1953 folgte der erste Bericht, welcher eine Empfehlung für die Umstellung auf Trolleybus enthielt. In diesem Bericht wurde vorgeschlagen, die Tramlinie 2 auf Trolleybusbetrieb umzustellen, weiterhin wurde eine Durchbindung der Linie 2 zum Maihof geprüft. Die Linie 1 nach Kriens sollte dagegen gemäss diesem Bericht auf Grund der Synergie mit der KLB nicht umgestellt werden. Ein weiteres Umstellungsgutachten schlug eine zeitnahe Umstellung der Linie 2 auf Trolleybus und eine Umstellung der Linie 1 in zwei Etappen zwischen 1964 und 1966 vor.
Eine zur Trolleybusumstellung gegründete Kommission der VBL und des Stadtrats besuchte in den folgenden Jahren diverse Betriebe, welche die Umstellung bereits vollzogen hatten.
Im Verlauf der Diskussion zeichnete sich ab, dass die Sanierung von Plätzen, allen voran dem Pilatusplatz und dem Kasernenplatz, wesentlich davon abhing, ob mit oder ohne Tram geplant werden musste. Der Stadtrat von Luzern befand, dass die Tramhaltestellen Platz für den motorisierten Individualverkehr wegnahmen.
In der Volksabstimmung am 5. Mai 1957 besiegelten die Luzerner schliesslich das Schicksal der Trambahn. 1959 wurde die Linie 2 und am 11. November 1961 die Linie 1 eingestellt. Das Rollmaterial wurde daraufhin verkauft und gelangte bis auf die zehn Grossraumwagen hauptsächlich in private Hände.

### Nach der Einstellung

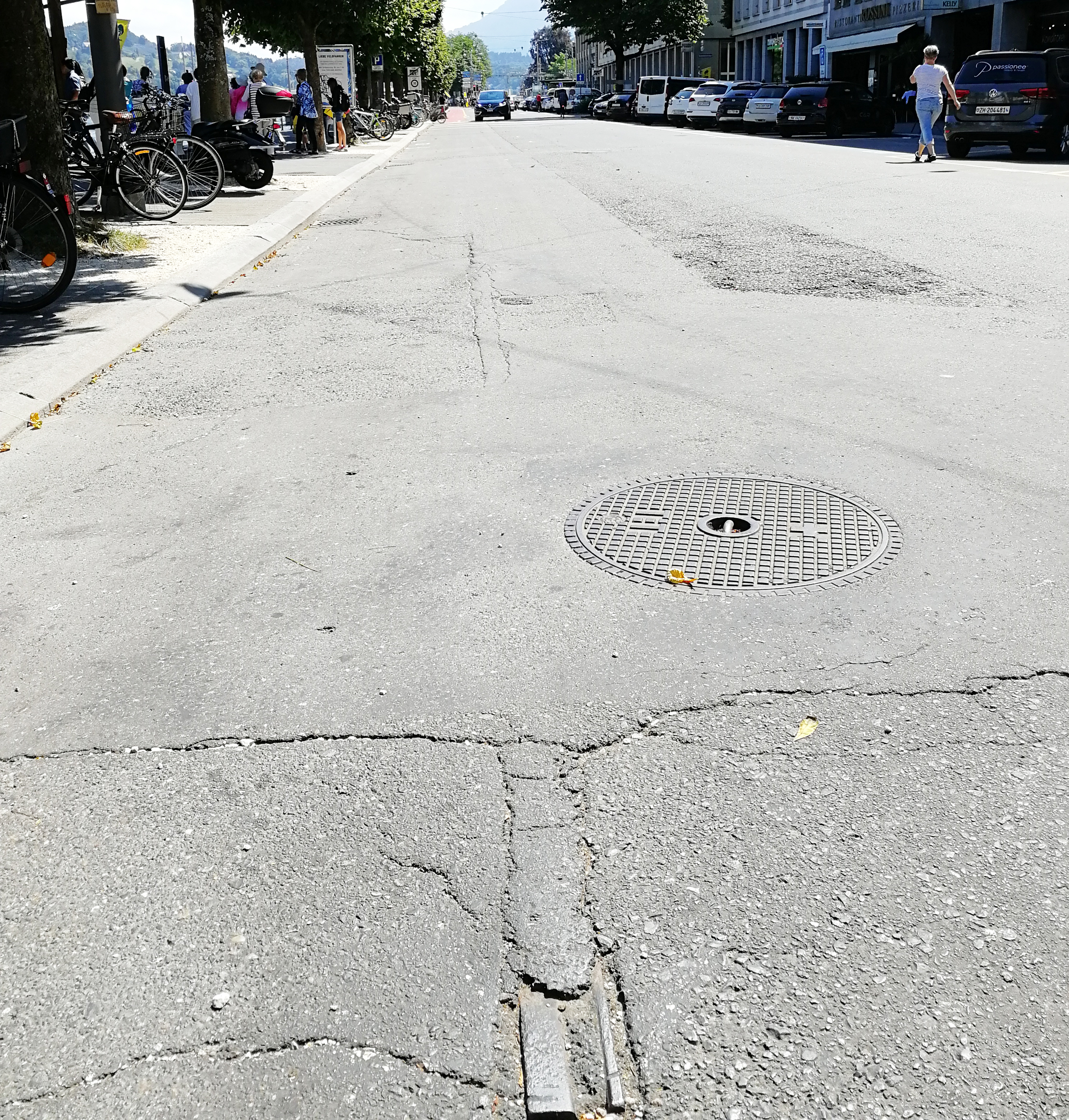
Gleisreste auf der Bahnhofstrasse im Juni 2018

Die Schienen wurden nach der Einstellung grösstenteils mit Strassenbelag bedeckt und waren in einigen Strassen noch lange vorhanden, da mitunter die Erdung der Trolleybusfahrleitung mit den Tramgleisen verbunden war. Auf der Luzernerstrasse in Kriens war bis zur Sanierung der Strasse im Jahr 2004 noch das Dreischienengleis mit der KLB sichtbar.
Seither gab es wiederholt Bestrebungen, in irgendeiner Form wieder eine Trambahn oder Stadtbahn in Luzern einzuführen, entsprechende Vorstösse erreichten jedoch maximal die Stufe eines Konzepts. Insbesondere lag das Gewicht der Bestrebungen auf der früher durch das Tram erschlossenen Gemeinde Kriens, welche keinen Bahnanschluss hat. Dabei war unter anderem auch eine Zweigstrecke der Brünigbahn oder die Einführung von normalspurigen Tram-Trains nach Kriens im Gespräch. Die letzte Initiative forderte 2002 eine Umstellung der Trolleybuslinie 1 von Maihof nach Obernau auf eine Tramlinie. Diese wurde vor allem wegen der hohen Kosten verworfen, stattdessen wurde ab 2014 ein beschleunigtes Bussystem mit Doppelgelenktrolleybussen umgesetzt.

## Streckennetz
Zwischen 1930 und 1959 mass das Schienennetz der Strassenbahn Luzern etwa elf Kilometer und umfasste zwei Linien:
- 1: Maihof – Kriens Dorf
- 2: Bahnhof – Emmenbrücke Central

Eine geplante Linie 3 von Kriens beziehungsweise Obergund direkt nach Emmenbrücke (beziehungsweise Reussbühl / Untergrund) wurde nie realisiert, obwohl die dazu nötige Gleisverbindung am Pilatusplatz vorhanden gewesen wäre und in den 1950er-Jahren in Stosszeiten direkte Kurse ohne Liniennummer von Emmenbrücke nach Kriens verkehrten.
Das Depot an der Biregg- und Eschenstrasse wurde ab dem Paulusplatz über eine einspurige Stichstrecke erschlossen.

## Fahrzeuge

### Triebwagen
Insgesamt wurden während der Betriebszeit der Strassenbahn Luzern 57 Triebwagen beschafft, wovon 2 Dienstfahrzeuge waren.
| Nummern | Stück | Hersteller    | Typ    | Baujahre | Länge   | Leistung | Gewicht | Sitzplätze | Bemerkungen                                                                                |
| ------- | ----- | ------------- | ------ | -------- | ------- | -------- | ------- | ---------- | ------------------------------------------------------------------------------------------ |
| 1–22    | 22    | SIG/MFO       | Ce 2/2 | 1899     | 07,74 m | 030 kW   | 07,2 t  | 16         | Ein Wagen war auf der Weltausstellung Paris 1900 ausgestellt                               |
| 23–26   | 04    | SIG/MFO       | Ce 2/2 | 1903     | 07,74 m | 036 kW   | 07,6 t  | 16         |                                                                                            |
| 27–30   | 04    | SWS/MFO       | Ce 2/2 | 1908     | 08,20 m | 058 kW   | 10,1 t  | 16         |                                                                                            |
| 31–32   | 02    | Lindner/AEG   | Ce 2/2 |          | 08,81 m | 068 kW   | 10,6 t  | 16         | Ursprünglich für die Strassenbahn Brandenburg gebaut; 1921 neuwertig übernommen            |
| 33–36   | 04    | SIG/BBC       | Ce 2/2 | 1926     | 09,20 m | 080 kW   | 11,4 t  | 22         |                                                                                            |
| 37–39   | 03    | SWS/MFO       | Ce 2/2 | 1921     | 09,81 m | 058 kW   | 13,1 t  | 22         | 1942 von der Strassenbahn Winterthur übernommen                                            |
| 40–41   | 02    | SIG/MFO       | Ce 2/2 | 1912     | 08,40 m | 058 kW   | 11,5 t  | 16         | 1945–1950 von der Strassenbahn Schaffhausen angemietet                                     |
| 42–45   | 04    | SWS/MFO       | Ce 2/2 | 1909     | 08,74 m | 108 kW   | 12,8 t  | 18         | 1944 von der Strassenbahn Zürich übernommen                                                |
| 101–106 | 06    | SWP/BBC       | Ce 4/4 | 1947     | 13,74 m | 178 kW   | 13,5 t  | 27         | Schweizer Standardwagen                                                                    |
| 107–110 | 04    | Hess/BBC      | Ce 4/4 | 1947     | 13,74 m | 178 kW   | 13,2 t  | 27         | Schweizer Standardwagen                                                                    |
| 80      | 01    | MAN/MFO       | Xe 2/2 | 1898     | 08,65 m | 030 kW   | 07,0 t  |            | Dienstfahrzeug; 1912 von der Strassenbahn Altstätten–Berneck übernommen; 1950 ausgemustert |
| 81      | 01    | Uerdingen/MFO | Xe 2/2 | 1913     | 07,20 m | 030 kW   | 08,2 t  |            | Dienstfahrzeug; 1922 von der Strassenbahn Ennepe übernommen                                |
| 82      | 01    | SIG/MFO       | Xe 2/2 | 1903     | 08,10 m | 047 kW   | 08,6 t  |            | Dienstfahrzeug; 1949 aus Triebwagen Nr. 26 umgebaut                                        |

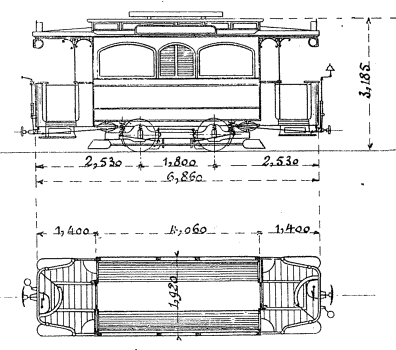
Typenskizze der Ce 2/2 1–22

Zwischen Frühling und Herbst 1944 waren zudem die vier Triebwagen Nr. 123–126 der Strassenbahn Zürich mit Baujahr 1901 mietweise in Luzern im Einsatz. Da die Städtische Strassenbahn Zürich die Wagen selbst einsetzen wollte, kamen daraufhin die Wagen Nr. 172–175 nach Luzern, die nach dem Kauf zu Nr. 42–45 umnummeriert wurden.
Der Diensttriebwagen Nr. 80 wurde in der betriebseigenen Werkstatt aus einem Personentriebwagen umgebaut und erhielt bei der Gelegenheit Einrichtungen zur Schneeräumung. Ab 1921 wurde er zusätzlich mit einem Schienenschleifapparat ausgestattet. Diensttriebwagen Nr. 81 wurde als Sprengwagen gekauft und bis 1931 als solcher eingesetzt. Bereits 1928 wurden Schneepflüge montiert, um den Wagen für den Winterdienst einsetzen zu können. Ab 1949 verfügte Nr. 81 schliesslich auch über Einbauten zum Schleifen von Schienen. Beide Dienstwagen wurden mehrmals mit gebrauchten Fahrmotoren und Fahrreglern ausgestattet.

### Beiwagen
Sämtliche 13 Personen-Beiwagen der Strassenbahn Luzern wurden gebraucht beschafft. Weiter standen einige Dienst-, Güter- und Post-Beiwagen zur Verfügung, über welche allerdings wenig bekannt ist.
| Nummern | Stück | Baujahre | Länge  | Gewicht | Sitzplätze | Bemerkungen                                                                                    |
| ------- | ----- | -------- | ------ | ------- | ---------- | ---------------------------------------------------------------------------------------------- |
| 50      | 1     | 1893     | 7,52 m | 4,1 t   | 8          | Ehemaliger Triebwagen; 1908 von der Strassenbahn Stansstad–Stans übernommen; 1945 ausgemustert |
| 51      | 1     | 1893     | 7,52 m | 3,6 t   | 12         | 1908 von der Strassenbahn Stansstad–Stans übernommen; 1945 ausgemustert                        |
| 52–53   | 2     | 1899     | 8,00 m | 5,5 t   | 16         | 1925/1927 aus Triebwagen Nr. 1 und 9 umgebaut                                                  |
| 54–60   | 7     | 1897     | 8,02 m | 5,3 t   | 16         | 1942 von der Strassenbahn Basel übernommen                                                     |
| 101–102 | 2     | 1889     | 6,85 m | 2,7 t   | 28         | Offene Sommerwagen; 1919 von der Bern-Zollikofen-Bahn übernommen; 1943 ausgemustert            |

Während des Hochwassers 1910 verkehrten die beiden Beiwagen Nr. 50–51 vier Tage lang als Rösslitram in der Innenstadt.
Die offenen Sommerwagen Nr. 101–102 wurden ursprünglich als Normalspurwagen für die Zürcher Strassenbahn Gesellschaft gebaut und 1901 auf Meterspur umgespurt. 1912 gelangten sie dann zur Bern-Zollikofen-Bahn, wo sie bis 1917 in Betrieb waren. Nach ihrem Einsatz in Luzern wurden die beiden Wagen zu einem vierachsigen Wagen für die Lugano-Cadro-Dino-Bahn umgebaut.

### Verbleib der Fahrzeuge

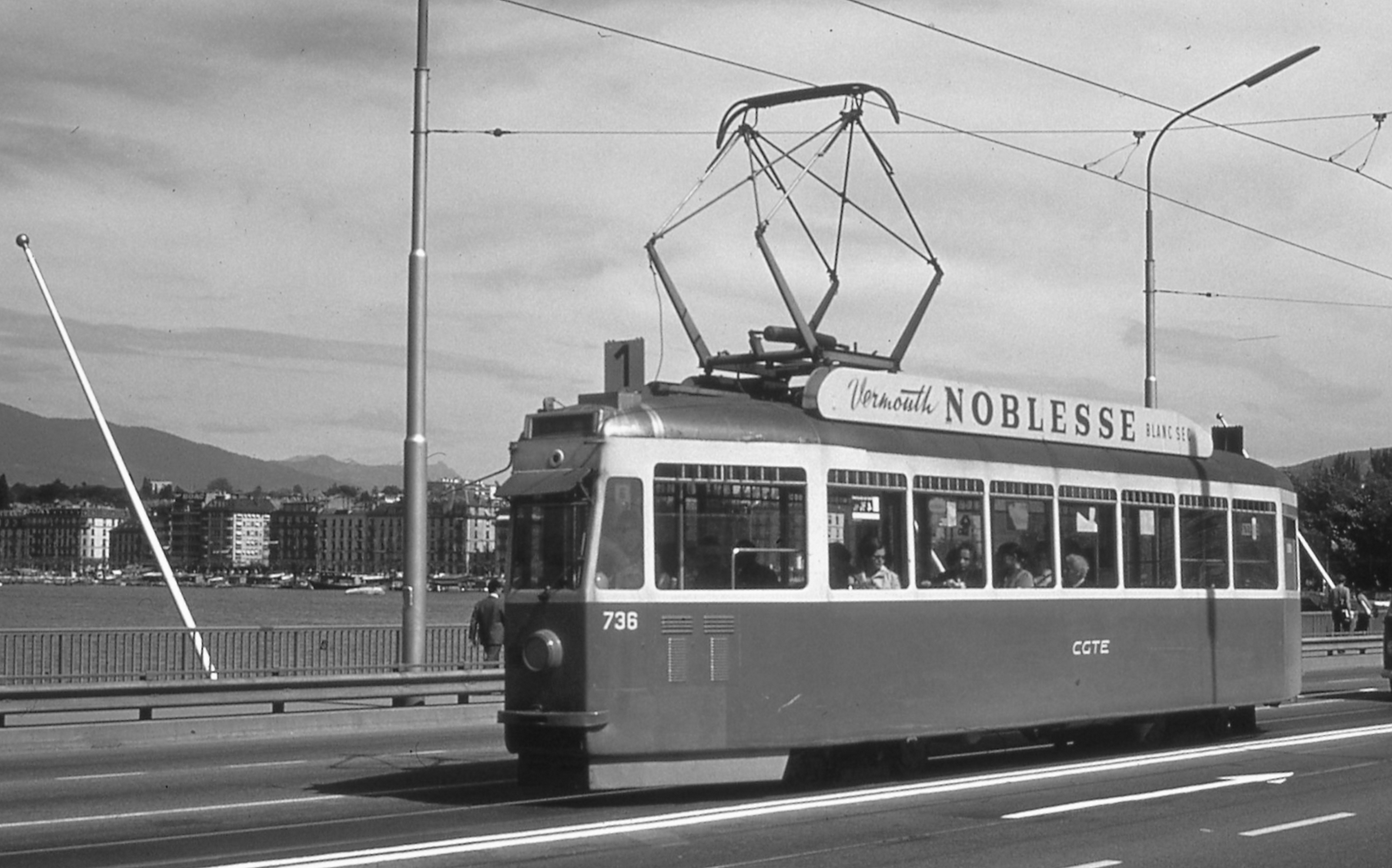
Einer der nach Genf abgegebenen Standardwagen an seinem neuen Einsatzort

Mehrere Tramwagen wurden nach der Stilllegung im Inland und ins Ausland verkauft. Die modernsten Fahrzeuge der Strassenbahn Luzern, die zehn Schweizer Standardwagen mit den Nummern 101–110, wurden 1961 an die Strassenbahn Genf abgegeben und dort im Jahr 1969 zu Anhängern umgebaut.
Ein Wagenkasten von Triebwagen Nr. 13 aus der ersten Serie diente nach seiner Ausmusterung als Gartenhäuschen und ist heute im Bestand von vbl-historic.